# 協奏曲
協奏曲（きょうそうきょく、伊: 英: 仏: concerto、独: Konzert）は、今日では主として一つまたは複数の独奏楽器（群）と管弦楽によって演奏される多楽章からなる楽曲を指す。イタリア語のままコンチェルトともいう。

## 概要
古典派以降の独奏協奏曲は原則として3つの楽章によって構成される。交響曲同様に、第1楽章は基本的にソナタ形式であり、それに加えて、終楽章がソナタ形式であることも多いが、ソナタ形式としての展開が凝縮されているよりも、独奏者の技巧を聴衆に示すための遊びの多い楽句が諸処に見られる傾向が強く、独奏者との様々なやりとりが盛り込まれる。ロマン派音楽以降は協奏曲においても自由な楽章構成が見られるようになり、リストのピアノ協奏曲第2番のように楽章が1つしかないものや、ブラームスのピアノ協奏曲第2番のように楽章が4つある大規模なものもある。
作品名の付け方や呼び方には、大きく分けて2方式ある。例えばピアノ・トリオを「ピアノ三重奏曲」と呼ぶ場合と「ヴァイオリンとチェロ、ピアノのための三重奏曲」と呼ぶこともあるように、「○○（独奏楽器名）協奏曲」と呼ぶ場合以外に、「○○と管弦楽・弦楽・管楽のための協奏曲」と呼ぶことも多い。
また、単一楽章のものが多いが小規模な協奏曲を、コンチェルティーノ（伊: concertino、小協奏曲）と呼ぶ。
古典派の時代より劇場には優れた管楽器奏者が多かったため、管楽器による協奏曲はオペラの作曲家によるものが多い。
独奏と管弦楽の組み合わせによる作品全体を、広義に協奏曲と呼ぶこともあるが、狭義の協奏曲に含まれないものは「協奏的作品」と呼ぶ場合もある。ベートーヴェンのロマンス第2番、サラサーテの『ツィゴイネルワイゼン』（いずれもヴァイオリンと管弦楽のための小品）など有名な楽曲が多数ある。詳細は「カテゴリ：ピアノ協奏曲」など、各カテゴリページを参照。

## 歴史

### 初期
16世紀半ばにイタリアでコンチェルトと呼ばれる曲があらわれている。これは、モテットなど声楽曲の演奏に際し、主としてオルガンなどの楽器がともに演奏する演奏様式を指していた。このような曲の様式としてコンチェルタート様式が生まれ、様々な楽曲に応用された。楽器演奏の部分の重要性が増してきた17世紀初頭には、楽器だけの演奏にも「ソナタ・コンチェルタータ」などの名で、通奏低音付き器楽曲として「コンチェルト」の名が使われるようになり、後の器楽合奏協奏曲が生まれる背景となった。このような初期のコンチェルト、特に声楽コンチェルトは、のちのいわゆる協奏曲と区別するために、コンチェルトの語を訳さずに用いる。宗教コンチェルトなどと称される楽曲がこれに相当する。詳細はコンチェルタートを参照。

### バロック時代
バロック音楽後期の17世紀末には、複数の独奏楽器と弦楽合奏による合奏協奏曲（コンチェルト・グロッソ）の形態が、アレッサンドロ・ストラデッラやアルカンジェロ・コレッリらによって作られた。これは、ヴィヴァルディ、ヘンデル、J.S.バッハのブランデンブルク協奏曲などによって発展させられた。多くリトルネロ形式で書かれた。
独奏と合奏群が対比される独奏協奏曲も合奏協奏曲と同時に発展し、ヴィヴァルディの『四季』やバッハのヴァイオリン協奏曲第2番などのヴァイオリン協奏曲や、バッハのチェンバロ協奏曲やヘンデルのオルガン協奏曲などが書かれ、ヴィヴァルディの頃から「急―緩―急」の3楽章制が確立された。バッハの「イタリア協奏曲 BWV971」はチェンバロ独奏のために書かれている。

### 古典派時代
古典派の時代、合奏協奏曲は下火となり、協奏曲は独奏協奏曲が主流となった。円熟期のハイドンや、モーツァルトの頃確立された古典派協奏曲の形式では、第1楽章は交響曲と同様ソナタ形式で作られたが、独奏協奏曲では次のような特徴を持つ。まず、オーケストラのみで第1主題と第2主題が共に主調で提示され、この提示部が反復される際にはじめて独奏楽器が加わる。独奏楽器の加わった提示部では基本通り、長調の曲では第2主題が属調で、短調の曲では平行長調で現れる。また、再現部の後のコーダでは、独奏楽器が伴奏無しで即興で音楽を奏でるカデンツァ（伊: cadenza、独: Kadenz）が取り入れられるようになった。カデンツァでは独奏者は演奏技巧を凝らして「見せ場」を作り、属七の和音を合図にオーケストラが終結部に入る。カデンツァはまた終楽章でも入ることがある。
第2楽章は複合三部形式や時に変奏曲形式、第3楽章はロンド形式あるいはロンドソナタ形式で書かれることが多かった。
古典派の作曲家にとって協奏曲は主要な活動分野であった。作曲と演奏の両方をこなす音楽家が多かったこの時代に、特にピアノ協奏曲の初演は作曲者が独奏楽器を受け持って行われることが意図されたためでもある。例としてモーツァルトは27曲のピアノ協奏曲を、ベートーヴェンは5曲のピアノ協奏曲を残している。

### ロマン派
ロマン派の時代になると、より自由な形式になっていった。一方で、18世紀中頃まではテレマン、ヴィヴァルディ、ハイドン、モーツァルトなどがさまざまな楽器のために協奏曲を作曲したものの、ロマン派の時代には名技性への関心の高まりから、必然的にピアノ協奏曲とヴァイオリン協奏曲に創作が集中するようになった。これらの楽器ほど高度な表現力に恵まれなかった他の楽器には、協奏曲が作られることはあまりなかった。また標題音楽が盛んになった時代でも協奏曲が標題を持つことは滅多になかった。
ベルリオーズの交響曲「イタリアのハロルド」はヴィオラ協奏曲の一種、ダンディの「フランス山人の歌による交響曲」はピアノ協奏曲の一種と考えられるなど、境界的な作品もある。なお、ラロの「スペイン交響曲」は、形式こそ変則的であるが事実上ヴァイオリン協奏曲である。
ピアノ1台で協奏曲的な効果を出そうと試みた作曲家も現れた。シューマンの「管弦楽のない協奏曲」（ピアノソナタ第3番 op.14の初版時の題名）やアルカンの「ピアノ独奏のための協奏曲」（短調による12の練習曲 op.39より第8 - 10曲）などである。この試みは20世紀になって再評価され、マイケル・フィニスィーなどが復活させた。

### 多様化した協奏曲
20世紀になると、演奏技法や楽器の改良によって楽器の表現力が豊かになり、いろいろな楽器のための協奏曲が盛んに作曲されるようになった。打楽器やコントラバスのように、独奏楽器として用いられることが多くない楽器にも、あるいはギターやサクソフォーンのようにオーケストラでほとんど用いられることのない楽器にも、光が当たるようになる。またグリエールのように、独奏楽器の代わりに声楽を用いる者（コロラトゥーラ・ソプラノ協奏曲）などがあり、その外、笙(Cheng)、琵琶(Pipa)、三味線、シタール、サロード、ガムラン、バンジョー、アフリカの太鼓などの世界各地の民族楽器や、近代以降に発明された新しい楽器（オンド・マルトノ、エレクトリック・ギター、ウォーター・パーカッションなど）を使ったものも生まれてくる。
更に、伴奏の面でもジャズ・ビッグ・バンドによる伴奏、吹奏楽による伴奏、弦楽合奏による伴奏、室内アンサンブルによる伴奏などさまざまなものがある。日本の一部の作曲家のように、和楽器のみ（つまり独奏和楽器と和楽器群）による協奏曲を手がける者も現れた。
オーケストラの中で個別にさまざまな楽器が活躍する管弦楽のための協奏曲というジャンルが、ヒンデミットによって生み出されたが、これはバロック時代の合奏協奏曲を現代管弦楽に蘇らせたものだといえる。後にバルトーク、コダーイ、ルトスワフスキらによって一大分野に発展した。

## 代表的作品
- Wikibooksの鑑賞の手引きを参照。

## 主な協奏曲の作曲家

### バロック時代
- コレッリ - 作品6『コンチェルト・グロッソ集』（1,712年献呈、1714年出版）
- トレッリ - 作品６『4声のヴァイオリンのための協奏曲』（1698年）
- ヴィヴァルディ - 協奏曲　作品３『調和の霊感』、作品８『和声と創意の試み』（『四季』を含む）、作品９『ラ・チェトラ』、作品10『フルート協奏曲集』（「海の嵐」「夜」「ごしきひわ」を含む全6曲）、マンドリン協奏曲、ヴィオラ・ダモーレ協奏曲など
- ヘンデル - ハープ協奏曲、オルガン協奏曲(作品4、作品7)
- J・S・バッハ - ブランデンブルク協奏曲（6曲）、ヴァイオリン協奏曲（2曲が現存）、チェンバロ協奏曲(14曲)、2つのヴァイオリンのための協奏曲など
- テレマン - 合奏協奏曲、オーボエ協奏曲、ヴィオラ協奏曲など多数

### 古典派
- C・Ph・E・バッハ - フルート協奏曲、全6曲
- ボッケリーニ - 12曲のチェロ協奏曲、フルート協奏曲
- ハイドン - チェロ協奏曲（2曲：第1番、第2番）、トランペット協奏曲、チェンバロまたはピアノ協奏曲（3曲：3番、4番、11番）
- モーツァルト - ピアノ協奏曲（27曲：第9番、第26番、第27番など）、ヴァイオリン協奏曲（5曲：第1番、第2番、第3番、第4番、第5番、他に偽作と疑われる作品2曲：第6番、第7番）、フルート協奏曲（2曲：第1番、第2番）、オーボエ協奏曲、クラリネット協奏曲、ホルン協奏曲（4曲）、ファゴット協奏曲など
- ベートーヴェン - ピアノ・ヴァイオリン・チェロのための三重協奏曲、ヴァイオリン協奏曲、ピアノ協奏曲（5曲：第1番、第2番、第3番、第4番、第5番『皇帝』＋変ホ長調（ピアノパートのみ現存））

### ロマン派
- ウェーバー - ピアノ協奏曲（3曲：第1番、第2番、小協奏曲）、クラリネット協奏曲（2曲：第1番、第2番、小協奏曲）
- メンデルスゾーン - ヴァイオリン協奏曲（2曲：ニ短調、ホ短調）、ピアノ協奏曲（3曲：イ短調、第1番、第2番）、2台のピアノのための協奏曲（2曲：ホ長調、変イ長調）、ヴァイオリン、ピアノと弦楽のための協奏曲
- ブルッフ - ヴァイオリン協奏曲（3曲：第1番、第2番、第3番）、スコットランド幻想曲
- シューマン - ピアノ協奏曲、チェロ協奏曲、ヴァイオリン協奏曲
- ヴュータン - ヴァイオリン協奏曲（7曲：第4番、第5番など）
- ラロ - ヴァイオリン協奏曲（スペイン交響曲（第2番）、他3曲）、チェロ協奏曲、ピアノ協奏曲
- ブラームス - ヴァイオリン協奏曲、ピアノ協奏曲（2曲：第1番、第2番）、ヴァイオリンとチェロのための二重協奏曲
- ライネッケ - ピアノ協奏曲（4曲）、フルート協奏曲
- ヴィエニャフスキ - ヴァイオリン協奏曲（2曲：第1番、第2番）
- サン＝サーンス - ヴァイオリン協奏曲（3曲：第3番が有名）、ピアノ協奏曲（5曲：第1番、第2番、第3番、第4番、第5番）、チェロ協奏曲（2曲：第1番が有名）
- ショパン - ピアノ協奏曲（2曲：第1番、第2番）
- リスト - ピアノ協奏曲（3曲：第1番、第2番、第3番（遺作））
- チャイコフスキー - ピアノ協奏曲（3曲：第1番が有名）、ヴァイオリン協奏曲
- ドヴォルザーク - ヴァイオリン協奏曲、チェロ協奏曲、ピアノ協奏曲
- グリーグ - ピアノ協奏曲
- シベリウス - ヴァイオリン協奏曲
- ニールセン - ヴァイオリン協奏曲、クラリネット協奏曲、フルート協奏曲
- グラズノフ - ヴァイオリン協奏曲、アルト・サクソフォーン協奏曲
- ブゾーニ - ピアノ協奏曲（最後の楽章に合唱が入る）
- パガニーニ - ヴァイオリン協奏曲（6曲：第1番、第2番が有名、第6番はヴァイオリンパートのみ現存）
- ラフマニノフ - ピアノ協奏曲（4曲：第1番、第2番、第3番、第4番）、パガニーニの主題による狂詩曲（厳密には協奏曲でない）
- リヒャルト・シュトラウス - ヴァイオリン協奏曲、オーボエ協奏曲、ホルン協奏曲（2曲）、二重協奏曲、他

### 近代
- ラヴェル - ピアノ協奏曲（2曲：ト長調、左手のためのピアノ協奏曲）
- シェーンベルク - ピアノ協奏曲、ヴァイオリン協奏曲
- ベルク - ヴァイオリン協奏曲、室内協奏曲（ヴァイオリン・ピアノと13管楽器のための）
- ストラヴィンスキー - ヴァイオリン協奏曲、エボニー協奏曲（クラリネット協奏曲） ほか
- プロコフィエフ - ピアノ協奏曲（5曲：第1番、第2番、第3番、第4番（左手）、第5番）、ヴァイオリン協奏曲（2曲：第1番、第2番）、チェロ協奏曲（2曲：第1番、交響的協奏曲）
- バルトーク - ピアノ協奏曲（3曲：第1番、第2番、第3番（未完））、ヴァイオリン協奏曲（2曲：第1番、第2番）、ヴィオラ協奏曲（未完）、管弦楽のための協奏曲
- ヴォーン・ウィリアムズ - ピアノ協奏曲、2台のピアノのための協奏曲、ヴァイオリン協奏曲、オーボエ協奏曲、チューバ協奏曲
- エルガー - ヴァイオリン協奏曲、チェロ協奏曲
- ロドリーゴ - ギター協奏曲（アランフエス協奏曲、ある貴紳のための幻想曲、アンダルシア協奏曲、マドリガル協奏曲）、ピアノ協奏曲、セレナータ協奏曲（ハープ）
- スクリャービン - ピアノ協奏曲
- ガーシュウィン - ピアノ協奏曲
- ヒナステラ - ピアノ協奏曲（2曲）、チェロ協奏曲（2曲）、ヴァイオリン協奏曲、ハープ協奏曲
- ハチャトゥリアン - ヴァイオリン協奏曲、ピアノ協奏曲 ほか
- ショスタコーヴィチ - ピアノ協奏曲（2曲：第1番、第2番）、ヴァイオリン協奏曲（2曲：第1番、第2番）、チェロ協奏曲（第1番、第2番）
- ヴィラ＝ロボス - ピアノ協奏曲（5曲：第1番）、ギター協奏曲、ハープ協奏曲、ハーモニカ協奏曲
- ヒンデミット - ヴィオラ協奏曲（白鳥を焼く男、他）、管弦楽のための協奏曲
- ウォルトン - ヴァイオリン協奏曲、ヴィオラ協奏曲、チェロ協奏曲
- ブリテン - ヴァイオリン協奏曲、チェロ協奏曲（チェロ交響曲）、他
- ミヨー - ピアノ協奏曲（5曲、他）、ヴァイオリン協奏曲（3曲、他）、ヴィオラ協奏曲（2曲、他）、チェロ協奏曲（2曲、他）、ハープ協奏曲、オーボエ協奏曲、打楽器協奏曲、クラヴサン協奏曲、他多数
- バーバー - ヴァイオリン協奏曲、チェロ協奏曲、ピアノ協奏曲、カプリコーン協奏曲
- マルティヌー - ピアノ協奏曲（5曲）、ヴァイオリン協奏曲（2曲）、チェロ協奏曲（2曲）、オーボエ協奏曲、他
- ジョリヴェ - ピアノ協奏曲、ヴァイオリン協奏曲、チェロ協奏曲（2曲）、ハープ協奏曲、フルート協奏曲（2曲）
- プーランク - 田園のコンセール（クラヴサン協奏曲）、2台のピアノのための協奏曲、オルガン、弦楽とティンパニのための協奏曲、ピアノ協奏曲

### 現代
- ピアソラ - バンドネオン協奏曲
- リゲティ - チェロ協奏曲、室内協奏曲（13奏者のための）、フルート・オーボエ二重協奏曲、ピアノ協奏曲、ヴァイオリン協奏曲
- 武満徹 - 『ノヴェンバー・ステップス』（尺八と琵琶の二重協奏曲）、『遠い呼び声の彼方へ!』（ヴァイオリン協奏曲)、『ア・ストリング・アラウンド・オータム』（ヴィオラ協奏曲）
- 北爪道夫 - クラリネット協奏曲、チェロ協奏曲、シタール協奏曲《誕生》
- シャンカル - シタール協奏曲（2曲）
- 尹伊桑  - フルート協奏曲
- シュニトケ - ヴァイオリン協奏曲（4曲）、ヴィオラ協奏曲、チェロ協奏曲（2曲）、合奏協奏曲（6曲）他